# Larráun
Larráun —más comúnmente Valle de Larraun— (Larraun en euskera y de forma oficial) es un valle y un municipio español de la Comunidad Foral de Navarra, situado en la Merindad de Pamplona, en la comarca de Norte de Aralar y a 33 km de la capital de la comunidad, Pamplona. Su población en 2024 fue de 901 habitantes (INE).
El municipio está compuesto por 15 concejos: Albiasu, Aldaz, Alli, Arruiz, Astiz, Azpíroz-Lezaeta, Baráibar, Echarri, Errazquin, Gorriti, Huici, Iribas, Madoz, Muguiro y Odériz; y 4 lugares habitados: Azpíroz, Lezaeta, Errazquin y Señorío de Eraso.

## Toponimia
El topónimo Larráun tiene su origen en la lengua vasca. Significa 'lugar de pastizales', de Larra ('pastizal') + un (e) ('lugar de').
En euskera el nombre se pronuncia y acentúa igual que en castellano, pero se transcribe como Larraun, sin tilde, porque este idioma no las usa.

## Símbolos

### Escudo
El escudo de armas del valle de Larráun tiene el siguiente blasón:

Escudo de dos cuarteles, en el primero un roble con un lobo andante al pie, sobre plata, y en el segundo cuartel, las barras rojas del Reyno de Aragón, sobre oro, guarnecido y orlada con las cadenas de este Reyno de Navarra.

Este escudo fue otorgado al valle y a sus vecinos por Fernando el Católico en 1512 al confirmarle sus fueros. Las armas antiguas del valle fueron: de plata el roble de sinople con un lobo andante de sable, al cual se añadieron las armas de Navarra y Aragón.

## Geografía
Larráun se encuentra situado en la parte noroeste de la Comunidad Foral de Navarra dentro de la región geográfica de la Montaña de Navarra. Su término municipal tiene una superficie de 107,08 km² y limita al norte con los municipios de Areso y Leiza; al este con los de Imoz y Basaburua; al sur con los de Araquil y Huarte-Araquil; y al oeste con los de Betelu y Araiz. En el centro del municipio está enclavado Lecumberri, el cual se separó de Larráun en la década de 1990.

## Demografía
Larráun cuenta con una población de 901 habitantes (INE 2024).
| Gráfica de evolución demográfica de Larraun entre 1857 y 2021 |
| |
| Población de derecho según los censos de población del INE Población de hecho según los censos de población del INEEntre el censo de 2001 y el anterior, disminuye el término del municipio porque independiza a 31908 (Lekumberri) Entre el censo de 1857 y el anterior, aparece este municipio porque se fusionan los municipios 315066 (Lecumberri) con todo el Valle de Larraun |

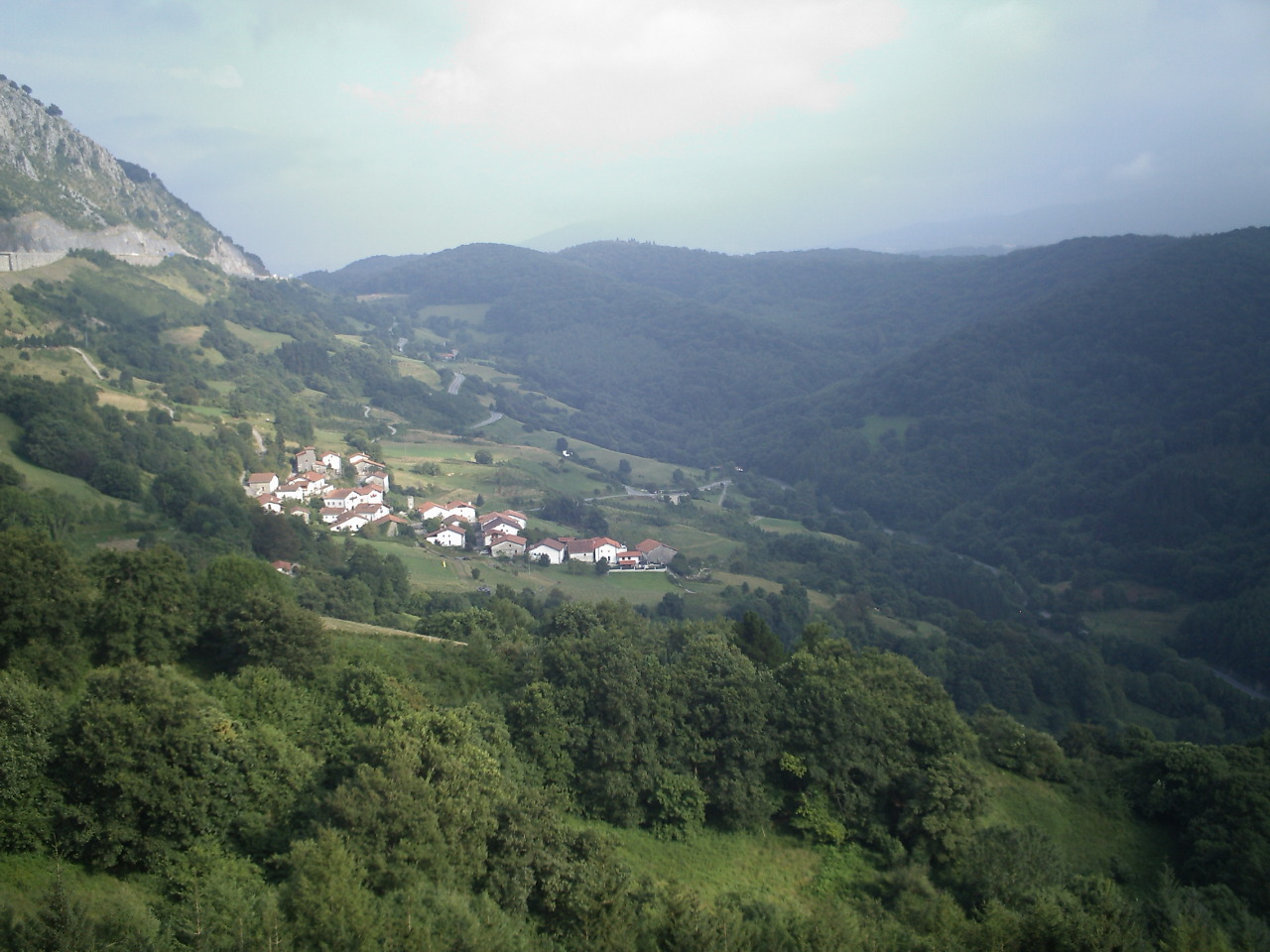
Vista general de una de las localidades del valle, Azpíroz

A principios de la década de 1990, se produjo la secesión del concejo de Lecumberri, que pasó a ser municipio independiente.
El municipio se divide en los siguientes entidades de población, según el nomenclátor de población publicado por el INE (Instituto Nacional de Estadística). Los datos de población se refieren a
2014.
| \| Albiasu Aldaz Alli Arruiz Astiz Azpíroz Baráibar Echarri Errazquin Gorriti Huici Iribas Madoz Lezaeta Muguiro Odériz Eraso \| |
| Mapa del municipio de Larráun.                                                                                                   |
| Capital del municipio. Concejo. lugares habitados.                                                                               |
| Albiasu Aldaz Alli Arruiz Astiz Azpíroz Baráibar Echarri Errazquin Gorriti Huici Iribas Madoz Lezaeta Muguiro Odériz Eraso       |

| Entidad de Población | Población (2014) |
| -------------------- | ---------------- |
| Albiasu              | 18               |
| Aldaz                | 130              |
| Alli                 | 35               |
| Arruiz               | 102              |
| Astiz                | 35               |
| Azpíroz              | 53               |
| Baráibar             | 75               |
| Echarri              | 74               |
| Errazquin            | 77               |
| Gorriti              | 87               |
| Huici                | 122              |
| Iribas               | 39               |
| Madoz                | 17               |
| Lezaeta              | 12               |
| Muguiro              | 70               |
| Odériz               | 56               |
| Señorío de Eraso     | 0                |

## Administración y política
Larraún pertenece al partido judicial de Pamplona.

### Gobierno municipal
El valle de Larraún ha estado compuesto históricamente por 16 concejos, siendo Lecumberri el núcleo más poblado y la capital de dicho valle. Debido a un contencioso político-administrativo que enfrentó al concejo de Lecumberri con los restantes concejos del valle y el propio ayuntamiento de Larráun, en 1995  se produjo la secesión del concejo de Lecumberri, que pasó a ser municipio independiente.
El municipio de Larráun, que sigue englobando a los restantes 15 concejos del valle, tiene su ayuntamiento en Muguiro.
| Mandato   | Nombre del alcalde       | Partido político   |
| --------- | ------------------------ | ------------------ |
| 1995-1999 | Pedro Manuel Barbería    | C.I.Larraundarrak  |
| 1999-2003 | José Antonio Azpíroz     | EH                 |
| 2003-2006 | Maite Astiz Eguzkiza     | EA                 |
| 2006-2007 | Pedro Manuel Barbería    | C.I.Larraundarrak  |
| 2007-2011 | José María Astiz         | ANV                |
| 2011-2015 | Francisco Javier Legarra | Larraungo Elkartea |
| 2015-     | José Javier Barberena    | Larraundarrak      |

2007
El partido que tuvo la alcaldía fue ANV, a pesar de que no fue el partido mayoritario. ANV poseía tan solo 2 concejales, mientras que Candidatura Independiente Larraundarrak (CIL) y Larraungo Elkartea (Agrupación de Larráun), poseían 3, y Aralar poseía 1.
2003
Empató EA y Candidatura Independiente Larraundarrak (CIL), mientras que Aralar logró 1. La alcaldía recayó en EA con el apoyo de Aralar. Sin embargo, el 21 de diciembre de 2006 una moción de censura le dio la alcaldía al CIL.
1999
Se produce un empate a tres concejales entre las cuatro listas presentadas. En la investidura, el candidato de Euskal Herritarrok logra los votos de su grupo, mientras que el aspirante independiente obtiene cuatro (los de su grupo más uno de EA). Los otros dos concejales de EA se abstienen. Sin embargo, al no obtener ningún candidato la mayoría absoluta, la lista más votada (EH), accede a la alcaldía.
| Partido político                              | 2015  | 2015       | 2011  | 2011       | 2007  | 2007       | 2003  | 2003       | 1999  | 1999       | 1995  | 1995       |
| Partido político                              | %     | Concejales | %     | Concejales | %     | Concejales | %     | Concejales | %     | Concejales | %     | Concejales |
| Euskal Herria Bildu (EH Bildu)                | 43,64 | 4          | —     | —          | —     | —          | —     | —          | —     | —          | —     | —          |
| Larraundarrak                                 | 31,27 | 3          | —     | —          | —     | —          | —     | —          | —     | —          | 32,04 | 3          |
| Larraungo Elkartea (LE)                       | 22,00 | 2          | 52,75 | 4          | 27,07 | 3          | 40,51 | 4          | 32,71 | 3          | 38,82 | 4          |
| Nafarroa Bai (NaBai)                          | —     | —          | 44,26 | 3          | —     | —          | —     | —          | —     | —          | —     | —          |
| Larraun Bat                                   | —     | —          | 0,00  | 0          | —     | —          | —     | —          | —     | —          | —     | —          |
| Candidatura Independiente Larraundarrak (CIL) | —     | —          | —     | —          | 32,75 | 3          | 40,51 | 4          | 30,17 | 3          | —     | —          |
| Euzko Ekintza Abertzalea (EEA)                | —     | —          | —     | —          | 25,04 | 2          | —     | —          | —     | —          | —     | —          |
| Aralar                                        | —     | —          | —     | —          | 12,52 | 1          | 17,42 | 1          | —     | —          | —     | —          |
| Euskal Herritarrok (EH)                       | —     | —          | —     | —          | —     | —          | —     | —          | 35,51 | 3          | —     | —          |
| Herri Batasuna (HB)                           | —     | —          | —     | —          | —     | —          | —     | —          | —     | —          | 28,39 | 2          |

### Elecciones generales
| Elecciones al Congreso de 2016 en Larráun | Elecciones al Congreso de 2016 en Larráun            | Elecciones al Congreso de 2016 en Larráun | Elecciones al Congreso de 2016 en Larráun | Elecciones al Congreso de 2016 en Larráun |
| Logo                                      | Partido político                                     | Votos                                     | Porcentaje                                |                                           |
| ----------------------------------------- | ---------------------------------------------------- | ----------------------------------------- | ----------------------------------------- | ----------------------------------------- |
|                                           | EH Bildu (EH Bildu)                                  | 145                                       | 32,66%                                    |                                           |
|                                           | Podemos (Podemos)                                    | 118                                       | 26,58%                                    |                                           |
|                                           | Unión del Pueblo Navarro (UPN)                       | 91                                        | 20,50%                                    |                                           |
|                                           | Geroa Bai (GBai)                                     | 38                                        | 8,56%                                     |                                           |
|                                           | Partido Socialista Obrero Español (PSOE)             | 35                                        | 7,88%                                     |                                           |
|                                           | Ciudadanos-Partido de la Ciudadanía (Cs)             | 9                                         | 2,03%                                     |                                           |
|                                           | Recortes Cero-Grupo Verde (RC-GV)                    | 1                                         | 0,23%                                     |                                           |
|                                           | Partido Animalista Contra el Maltrato Animal (PACMA) | 1                                         | 0,23%                                     |                                           |